# الموسيقى في كندا

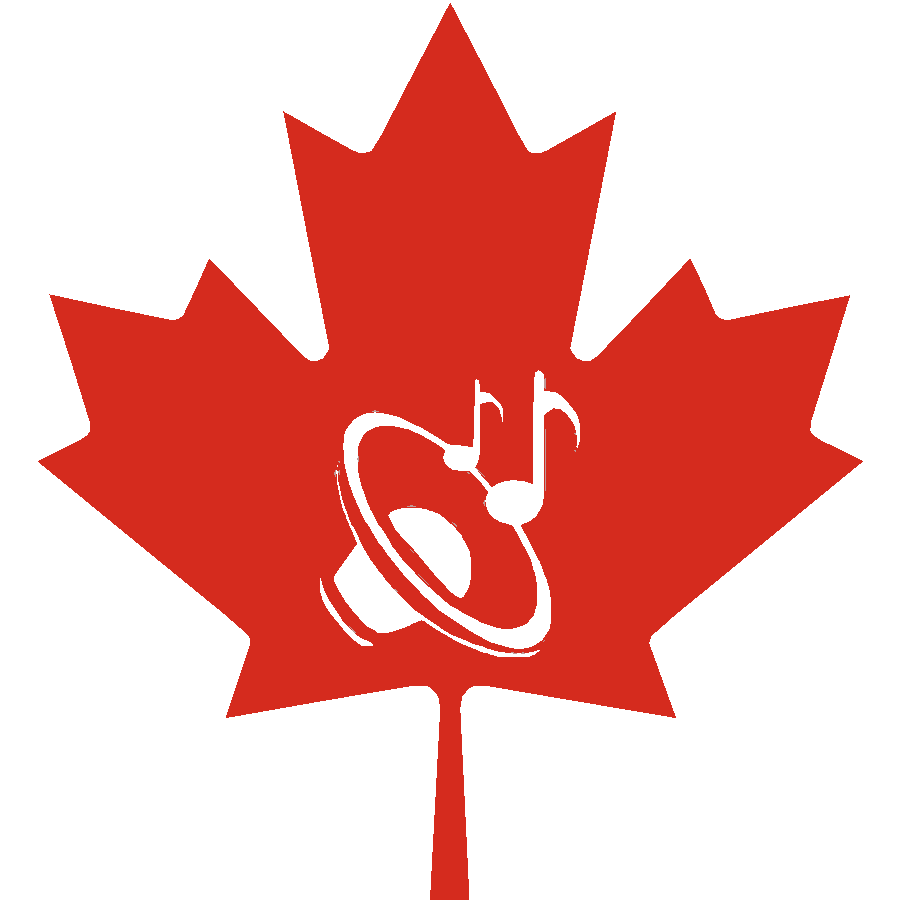
أيقونة الموسيقى الشفافة لكندا

تعكس الموسيقى في كندا التأثيرات المتنوعة التي أعطت البلاد شكلها. قدمت الشعوب الأصلية، والأيرلندية، والبريطانية، والفرنسية مساهمات فريدة للتراث الموسيقي لكندا. كما تأثرت الموسيقى في وقت لاحق بالثقافة الأمريكية بسبب القرب بين البلدين. أنتجت البلاد منذ وصول المستكشف الفرنسي صموئيل دي شامبلان في عام 1605 وإنشاء أول مستوطنات فرنسية دائمة في بورت رويال وكيبيك في عام 1608، الملحنين والموسيقيين والفرق الخاصة بها.
تعكس الموسيقى الكندية مجموعة متنوعة من المشاهد الإقليمية. تساعد برامج الدعم الحكومي، مثل صندوق الموسيقى الكندي، مجموعة واسعة من الموسيقيين ورجال الأعمال الذين يقومون بإنشاء وإنتاج وتسويق الموسيقى الكندية الأصلية والمتنوعة. تعد صناعة الموسيقى الكندية سادس أكبر صناعة موسيقية في العالم، حيث تنتج الملحنين والموسيقيين والفرق المشهورين دوليًا. تنظم اللجنة الكندية للإذاعة والتلفزيون والاتصالات السلكية واللاسلكية البث الموسيقي في البلاد. تقدم الأكاديمية الكندية لفنون وعلوم التسجيل جوائز صناعة الموسيقى الكندية، أو جوائز جونو، التي مُنحت لأول مرة في عام 1970. وتكرم قاعة مشاهير الموسيقى الكندية، التي أنشئت في عام 1976، الموسيقيين الكنديين لإنجازاتهم خلال حياتهم. شهد القرن الحادي والعشرون توسيع جمهور الموسيقيين الكنديين إلى خارج حدود البلاد.
يعود تاريخ الموسيقى الوطنية في كندا إلى أكثر من 200 عام كفئة متميزة عن الموسيقى الوطنية البريطانية، لتسبق بذلك الاتحاد الكندي بأكثر من 50 عامًا. كتب أول عمل للموسيقى الوطنية في كندا، «الكندي الجريء»، في عام 1812. كلف بإنشاء النشيد الوطني، «يا كندا»، في الأصل حاكم كيبيك ثيودور روبيتاي، من أجل حفل يوم القديس جان بابتيست عام 1880 وتم اعتماده رسميًا في عام 1980. ألفت كاليكسا لافالي الموسيقى، التي كانت عبارة عن تسجيل لقصيدة وطنية ألفها الشاعر والقاضي السير أدولف باسيل روتييه. كان النص في الأصل باللغة الفرنسية فقط قبل أن يتم تعديله إلى اللغة الإنجليزية في عام 1906.

## التاريخ

### موسيقى السكان الأصليين
كانت كندا منذ آلاف السنين، مأهولة بشعوب أصلية من مجموعة متنوعة من الثقافات المختلفة والعديد من المجموعات اللغوية الرئيسية. كان (وما يزال) لكل مجتمع من مجتمعات السكان الأصليين تقاليد موسيقية فريدة خاصة به. تحظى الأغنية بشعبية كبيرة، حيث يستخدم العديد من عازفيها أيضًا مجموعة متنوعة من الآلات الموسيقية. استخدموا المواد الموجودة في متناول يدهم لصنع أدواتهم على امتداد آلاف السنين، قبل أن يهاجر الأوروبيون إلى العالم الجديد. صنعوا من القرع وقرون الحيوانات خشخيشات كانت منحوتة ومطلية بشكل متقن. في مناطق الغابات، صنعوا قرونًا من لحاء نبات القضبان إضافة إلى أعواد الطبول من القرون المنحوتة والخشب. كانت الطبول مصنوعة بشكل عام من الخشب المنحوت والجلود الحيوانية. تصنع هذه الآلات الموسيقية الموسيقى الخلفية للأغاني والرقصات.
منعت الأمم الأولى وشعوب الإنويت لسنوات عديدة بعد الاستيطان الأوروبي، من ممارسة احتفالاتهم التقليدية. من ناحية ثانية، اختلفت التأثيرات بشكل كبير بحسب جوانب مثل الفترة الزمنية والحجم النسبي للسكان ونوعية العلاقة والمقاومة وما إلى ذلك. جمع مارك ليسكاربوت بين عامي 1606–1607 أقدم نسخ موجودة من الأغاني من الأمريكيتين: وهي ثلاث أغاني لهنري ميمبيرتو، وزعيم (الزعيم الأكبر) الأمم الأولى لقبيلة ميغماك الواقعة بالقرب من ميناء رويال، أو نوفا سكوتيا في الوقت الحاضر.

### القرن السابع عشر
جلب المستوطنون والمستكشفون الفرنسيون إلى فرنسا الجديدة معهم حبًا كبيرًا للغناء والرقص والعزف على الكمان. ابتداءً من ثلاثينيات القرن السابع عشر، تم تعليم الأطفال الفرنسيين والأصليين في كيبيك الغناء والعزف على الآلات الأوروبية، مثل كمان الساق (الفيول) والكمان والغيتار والناي المستعرض والطبول والمزامير والأبواق. تعد مدرسة أورسولين ودير أورسولين من بين أقدم المدارس في أمريكا الشمالية وأول مؤسسات تعليم النساء في أمريكا الشمالية. تأسست كلاهما في عام 1639 من قبل الراهبة الفرنسية مريم التجسد (1599-1672) إلى جانب المرأة العلمانية ماري مادلين دي شوفيني دي لا بيلتري (1603-1671) وهي المؤسسات الكندية الأولى التي تدخل الموسيقى كجزء من مناهجها الدراسية.
يأتي أقدم سجل مكتوب للكمان في كندا من البعثات اليسوعية لعام 1645. بالإضافة إلى ذلك، فإن اليسوعيين لديهم أول بيع موثق للأعضاء، تم استيرادها لمعبد كيبيك في عام 1657. كاتدرائية نوتردام في كيبيك، التي بنيت في عام 1647، هي كنيسة كندا الكهنوتية ومقر أبرشية الروم الكاثوليك في كيبيك. وهي أقدم «كرسي أسقفية» كاثوليكية في العالم الجديد شمال المكسيك وموقع أول جوقة إنشاد موثقة في كندا.
قدم لويس-تياندر شارتييه دي لوتبينير أول حفلة رسمية راقصة (1612-1688) في 4 فبراير 1667 فيما كان يعرف آنذاك باسم فرنسا الجديدة. لويس جولييه (1645–1700) هو واحد من أوائل الموسيقيين الممارسين المدربين تدريبًا كلاسيكيًا في فرنسا الجديدة، على الرغم من أن التاريخ قد اعترف به أكثر كمستكشف، وماسح بحري ومتعهد نقل فرو. يقال إن جولييه عزف على الأرغن، والقيثارة، والناي، والبوق. في عام 1700، تحت الحكم البريطاني في ذلك الوقت، تم تركيب جهاز أرغن في كاتدرائية نوتردام في مونتريال، وقدمت الفرق العسكرية حفلات موسيقية في منتزه تشامب دو مارس. ألف الكاهن فرنسي المولد، رينيه مينار، موتيه حوالي عام 1640، ونسب الفضل لكاهن آخر كندي المولد، تشارلز أمادور مارتن، في الموسيقى متعددة الأصوات لعرض Sacrae familiae felix spectaculum، احتفالًا بعيد العائلة المقدسة في عام 1700.

### القرن الثامن عشر
تاريخيًا، تم تأليف الموسيقى في مستعمرات ومستوطنات كندا خلال القرن الثامن عشر، على الرغم من أن عددًا قليلًا جدًا من الأعمال المذكورة المعروفة قد بقيت أو نشرت. بدأت الحروب الفرنسية والهندية وتركت السكان مستنزفين اقتصاديًا وغير مجهزين لتطوير المساعي الثقافية بشكل صحيح. ومع ذلك، كان الملحنون غير المتفرغين في هذه الفترة ماهرين في كثير من الأحيان. كانت الأغاني والرقصات التقليدية، مثل تلك الخاصة بالسكان وشعب الميتي، تُنقل شفهيًا، من جيل إلى جيل ومن قرية إلى أخرى، وبالتالي لم يشعر الناس بالحاجة إلى نسخها أو نشرها. كانت الموسيقى المطبوعة مطلوبة، بالنسبة لمعلمي الموسيقى وتلاميذهم، الذين كانوا من الأقلية المتميزة حيث يعتبر صنع الموسيقى المحلية دليلًا على النبالة. كان نشر الموسيقى والطباعة في أوروبا في ذلك الوقت صناعة مزدهرة، لكنها لم تبدأ في كندا حتى القرن التاسع عشر. لم يتمكن الملحنون الكنديون من التركيز كليًا على إنشاء موسيقى جديدة في هذه السنوات، حيث كان معظمهم يكسبون لقمة عيشهم عن طريق أنشطة موسيقية أخرى مثل الجوقات الرائدة وعازفي أرغن الكنيسة والتدريس. كانت الفرق الموسيقية جزءًا من الحياة المدنية، وعادة ما كانت تضم عشرات الآلات الخشبية والنحاسية، وتقدم عروضًا في المسيرات والطقوس الاحتفالية، والمنويت والرقصات الريفية والحفلات الراقصة.
بعد ستينيات القرن الثامن عشر، أصبحت الحفلات الموسيقية المنتظمة جزءًا من المشهد الثقافي، بالإضافة إلى مجموعة واسعة من أنواع الرقص. بدأت المقتطفات الأوبرالية بالظهور، وقبل نهاية القرن كان لدى كندا أول أوبرا محلية. أنشئت «قاعة الحفلات الموسيقية» في كيبيك بحلول عام 1764 وحفلات الاشتراك بحلول عام 1770، التي كان يقدمها، كما يمكن أن نفترض، عازفو الفرق والهواة الماهرون. تكشف برامج حفلات كيبيك وهاليفاكس في تسعينيات القرن الثامن عشر عن موسيقى الأوركسترا والغرف من تأليف هاندل وجي سي باخ وهايدن وموزارت وبلييل. ألف الملحن والشاعر والكاتب المسرحي جوزيف كويسنيل (1746-1809) أول مقطوعتي أوبرا في كندا، نحو عام 1790 وعام 1808. كانت الآلة المفضلة للطبقة الدنيا هي الكمان. كان عازفو الكمان لاعبين أساسيين في معظم مقرات شرب الكحول العامة. تم أداء أغنية ليحفظ الله الملك في كندا منذ الحكم البريطاني، وبحلول منتصف القرن العشرين، إلى جانب أغنية يا كندا، واحدة من أغنيتين وطنيتين للبلاد.